# Реакция Делепина
Реакция Делепина — метод синтеза первичных аминов путём кислотного гидролиза четвертичных аммонийных солей, получаемых взаимодействием алкил- или бензилгалогенидов с гексаметилентетрамином (уротропином). Реакция названа в честь Стефана Делепина, открывшего метод в 1895 г.
Преимуществом метода по сравнению с алкилированием аммиака является отсутствие побочных реакций образования вторичных и третичных аминов, мягкие условия проведения реакции и доступность аминирующего агента — уротропина.
Промежуточным реагентом выступает чествертичная амонийная соль
Реакция проводится в водном, водно-спиртовом или спиртовом растворе, выходы высокие. Йодметильные производные реагируют с уротропином значительно легче, чем хлор- и бромметильные, поэтому часто используются модификации реакции, в которой последние превращают в йодпроизводные добавлением эквивалентного количества иодида натрия в 96 % этаноле (реакция Финкельштейна).

## Механизм
Бензилгалогенид или алкилгалогенид 1 реагирует с гексаметилентетрамином с образованием соли четвертичного аммония 3 , каждый раз алкилируя только один атом азота. При кипячении с обратным холодильником в концентрированном этанольном растворе соляной кислоты эта соль превращается в первичный амин вместе с формальдегидом (как ацеталь с этанолом ) и хлоридом аммония .
В зависимости от условий гидролиза и структуры азот вместо этого может быть потерян из углерода, где он был связан на первой стадии, с образованием бензилового альдегида (реакция Соммлета).